# 坂東三津五郎 (9代目)
九代目 坂東 三津五郎（くだいめ ばんどう みつごろう、1929年〈昭和4年〉5月14日 - 1999年〈平成11年〉4月1日）は、日本の歌舞伎役者、俳優。本名は守田 光伸（もりた みつのぶ）。長男は十代目坂東三津五郎。孫に二代目坂東巳之助、守田菜生（女優）がいる。

## 略歴
- 1929年〈昭和4年〉5月14日 - 三代目坂東秀調の三男として東京に生まれる。
- 1932年〈昭和7年〉 - 『時雨の炬燵』勘太郎役で坂東光伸を名乗り初舞台。
- 1935年〈昭和10年〉 - 父・三代目秀調が死去し、六代目尾上菊五郎の部屋子となり、師事することとなる。
- 1949年〈昭和24年〉 - 師事していた六代目菊五郎が死去。この後は菊五郎劇団の中心となった二代目尾上松緑に師事し、菊五郎劇団の一員として松緑らを支える。
- 1955年〈昭和30年〉 - 六代目坂東蓑助の長女・守田喜子（のぶこ）[3]と結婚し、同年4月歌舞伎座『吉野山』の早見藤太で四代目坂東八十助を襲名。この後、『蘭平物狂』の蘭平、『四の切』の忠信など数々の大役で活躍した。
- 1956年〈昭和31年〉 - 長男・寿（十代目坂東三津五郎）誕生。
- 1962年〉昭和37年〉9月 - 歌舞伎座で七代目坂東簑助を襲名。岳父・六代目蓑助が八代目坂東三津五郎に、長男・寿が五代目坂東八十助と三代同時の襲名だった。
- 1975年〈昭和50年〉1月 - 岳父・八代目三津五郎の急逝により、舞踊名として「坂東流宗家家元・九代目坂東三津五郎」となる[1]。
- 1987年〈昭和62年〉9月 - 歌舞伎座『六歌仙容彩』の喜撰法師、『傾城反魂香』の浮世又平、『釣女』の太郎冠者で九代目坂東三津五郎を襲名。
- 1991年〈平成3年〉 - 日本芸術院賞受賞。
- 1999年〈平成11年〉4月1日 - 死去。69歳没。戒名は「徹道院優和日光居士」[2]。

## 人物・芸風
先代・八代目三津五郎同様、敵役や老役を得意としており、芝居では『石切梶原』の六郎太夫、『源氏店』の蝙蝠安など脇役として舞台を引き締め、踊りでは『舌出三番叟』、『喜撰』、『越後獅子』などが知られていた。
1969年〈昭和44年〉に『みの助の会』を立ち上げ、歌舞伎本興行の合間を縫って日舞のリサイタルを開催し、坂東流の後継者として実践活動を開始。その『みの助の会』を発展させ、1980年〈昭和55年〉8月より自主公演『登舞の会』を長男・五代目八十助と共に主催し、流祖三代目の初演作品の復活上演などで舞踊史に残る成果を見せた。

## 出演
- こども劇場「悪十兵衛とその息子」（1963年5月26日、NHK）
- NHK大河ドラマ
  - 赤穂浪士（1964年、NHK） - 土屋政直 役
  - 源義経（1966年、NHK） - 高階泰経 役